# Balle perdue 3
Pour les articles homonymes, voir Balle perdue.
Série
Balle perdue 2
(2022)
Pour plus de détails, voir Fiche technique et Distribution.
Balle perdue 3 est un film français réalisé par Guillaume Pierret et sorti en 2025.
Il s'agit du troisième opus de la saga après Balle perdue (2020) et Balle perdue 2 (2022), diffusés également sur Netflix.  
Le film prendre place peu de temps après les événements du deuxième opus. Après avoir été libéré, Lino souhaite reprendre une existence tranquille, mais le retour d'Areski l'amène à changer ses plans. L'ancien policier corrompu cherche à fuir les hommes du commandant Resz, tête pensante du trafic de drogue pour lequel il travaillait. Lino est plus que jamais déterminé à se venger d'Areski, mais ce dernier propose de témoigner contre Resz et mettre fin au trafic. Une course contre la montre s'engage alors pour mettre hors d'état de nuire le commandant corrompu.  

## Synopsis
Après avoir échoué à arrêter Lino, Areski fuit en Allemagne pour débuter une nouvelle vie sous un nom d'emprunt. Deux ans plus tard, sa véritable identité est révélée et le commandant Alexander Resz de la brigade des stupéfiants, à la tête du trafic de drogue pour lequel travaille Areski, ordonne sa mort. Areski survit à l'attaque et simule sa mort pour retourner en France, dans l'espoir de fuir avec Stella et son fils.
Pendant ce temps, Lino, arrêté par les autorités espagnoles à la fin du deuxième film, est relâché par Resz, qui l'échange avec Alvaro, emprisonné par la police française. Resz le met cependant en garde de ne plus se mêler de son trafic, sous peine d'être éliminé. Peu après, le véhicule d'Alvaro et de ses collègues est attaqué par le commandant Yuri Batista, sur ordre de Resz. Tous les policiers espagnols sont tués et leur mort est camouflée en accident. Moss, quant à elle, ne disposant pas de preuves jugées assez solides pour incriminer Resz du trafic de drogue sur lequel sa brigade enquête depuis des années, est forcée par sa hiérarchie de démissionner.
Lino retrouve Julia, qui accepte de l'héberger. En fouillant des dossiers présents dans l'appartement de son amie, il apprend qu'Areski travaillait auparavant dans l'unité de Resz. Ayant entendu parler du projet de brigade de Charas, qui visait à mettre fin aux différents trafics de drogue, Areski y a vu la possibilité de faciliter le trafic de Resz en infiltrant la brigade de l'intérieur, entraînant Marco, également corrompu, dans sa combine. 
Apprenant qu'Areski est vivant, Yuri tente de l'éliminer pendant qu'il retrouve Stella. Un affrontement s'ensuit et gagne en intensité lorsque Lino le rejoint. Après que Yuri ait été neutralisé, Areski s'enfuit et Lino se lance à sa poursuite, mais l'ex-policier réussit à s'échapper. 
Moss rencontre ensuite son ancien collègue, lequel lui propose un marché : témoigner contre Resz en échange de la sécurité de sa famille. Julia et Lino l'apprennent, et décident finalement d'aider Areski à rejoindre un aérodrome pour qu'il puisse être extradé vers l'Allemagne et témoigner auprès des autorités locales, Resz n'ayant aucun pouvoir à l'étranger. Ils sont aidés par Sarah, une jeune mécanicienne et amie de Julia, pour préparer des véhicules modifiés afin de faire face aux potentielles attaques des hommes de Resz.
Moss fait cependant double jeu en dévoilant le plan d'Areski à Resz afin de retrouver un poste haut-gradé après les événements, ce dernier étant en position de force pour devenir le nouveau grand patron de l'OFAST. Pendant ce temps, le commandant corrompu met en place une escouade pour tuer Areski, et fait éliminer Yuri, pour le punir d'avoir échoué à éliminer son ancien sbire.
Le jour du transfert d'Areski vers l'aérodrome, Julia et lui sont attaqués par les hommes de Resz. Lino intervient et, grâce à son véhicule modifié, parvient à éliminer les policiers corrompus. Ils atteignent l'aérodrome, mais Resz, ayant été mis au courant par Moss, les a devancé et a fait éliminer les policiers allemands chargés d'extrader Areski. Il dévoile la corruption de la commissaire, puis ordonne l'exécution d'Areski, Julia et Lino. C'est alors que Yuri, qui a survécu à la tentative d'assassinat dont il a été victime, intervient et tue Resz, ainsi que le reste de son équipe, avant de partir. Profitant de la confusion, Areski s'enfuit à nouveau. Lino le poursuit et le neutralise. 
Au même moment, Moss signe un contrat avec Cole, le conseiller de Resz, afin de s'assurer un nouveau poste. Elle apprend ensuite la mort de Resz, puis que Lino et Julia ont survécu. Ils amènent Areski au commissariat, où Julia confronte Moss et la fait arrêter. Cole, quant à lui, est tué par Yuri, qui fuit avec l'argent du trafic. Areski est arrêté et regarde sa famille partir une dernière fois. Lino et Julia remercient Sarah pour son aide, puis partent ensemble en s'entrelaçant, signe d'une relation naissante entre eux.

## Fiche technique
- Titre original : Balle perdue 3
- Réalisation : Guillaume Pierret
- Scénario : Guillaume Pierret et Caryl Férey
- Musique : Guillaume Roussel
- Décors : Delphine Richon
- Montage : Sophie Fourdrinoy
- Production : Rémi Leautier
- Sociétés de production : Inoxy Films, Nolita TV et Versus Production
- Société de distribution : Netflix
- Pays de production :  France
- Langue originale : français, espagnol, allemand
- Format : Couleur
- Genre : Action, thriller, policier, drame
- Durée : 112 minutes
- Date de sortie : Monde : 7 mai 2025 (Netflix)[1]

## Distribution
- Alban Lenoir : Lino
- Nicolas Duvauchelle : Areski Novak
- Stéfi Celma : Julia
- Gérard Lanvin : Commandant Alexander Resz
- Quentin d'Hainaut : Commandant Yuri Batista
- Julie Tedesco : Sarah
- Anne Serra : Stella Novak
- Pascale Arbillot : Moss
- Charles Morillon : Cole
- Ramzy Bedia : Charas
- Sébastien Lalanne : Marco Lopez
- Diego Martín : Alvaro
- Julie Engelbrecht : Mathilde
- Jochen Hägele : Jan
- Jonas Dinal : Un homme de main de Resz
- Damien Leconte : Seb
- Christèle Tual : La haute fonctionnaire
- Joël Ravon : Le patron de la casse
- Sarah Labhar : L'assistante de la haute fonctionnaire
- Arnaud Charrin : Bruno